# Марк Батта
Марк Батта (1 листопада 1953, Марсель) — французький футбольний арбітр. Арбітр ФІФА з 1990 по 1998 роки.

## Суддівська кар'єра
Свій перший футбольний матч він відсудив у 17 років у Марселі. Його суддівські здібності були швидко помічені його батьком, колишнім арбітром Ліги Суд-Ест. У 1988 році став арбітром Ліги 1.
Батта отримав статус арбітра ФІФА в 1990 році. Він судив фінал Кубка Франції 1993—1994 років, фінал Кубка французької ліги 1995—1996 років, а також судив першу гру фінального матчу Кубка УЄФА 1996—1997 років між «Шальке 04» та міланським «Інтером».
1998 році судив Суперкубок УЄФА 1998.
1999 році судив фінал Кубка Румунії.
У змаганнях національних збірних Батта судив на турнірах Євро-1996 і чемпіонаті світу 1998, відсудивши дві гри на останньому. Під час матчу кваліфікаційної групи між Німеччиною та Португалією (1-1), де Португалія вела після 71 хвилини, Батта суперечливо видалив Руї Кошта, коли той виходив на заміну.
У липні 2004 року Батта змінив Мішеля Вотро на посаді голови арбітрів у Французької футбольної федерації, пробувши на цій посаді чотири роки. 1 серпня 2012 року він обійняв аналогічну посаду в Румунській федерації футболу.